# Krokstjärnet, Bohuslän
Krokstjärnet är en sjö i Strömstads kommun i Bohuslän och ingår i Strömsån-Enningdalsälvens kustområde. Sjön är 5 meter djup, har en yta på 0,245 kvadratkilometer och är belägen 36,6 meter över havet. Sjön avvattnas av vattendraget Krokstrandsbäcken.

## Delavrinningsområde
Krokstjärnet ingår i det delavrinningsområde (655070-124863) som SMHI kallar för Mynnar i havet. Medelhöjden är 99 meter över havet och ytan är 12,18 kvadratkilometer. Det finns inga avrinningsområden uppströms utan avrinningsområdet är högsta punkten. Avrinningsområdets utflöde Krokstrandsbäcken mynnar i havet. Avrinningsområdet består mestadels av skog (72 procent) och öppen mark (11 procent). Avrinningsområdet har 0,91 kvadratkilometer vattenytor vilket ger det en sjöprocent på 7,4 procent.